# Paso de la Amada
Paso de la Amada es un antiguo sitio arqueológico ubicado en el municipio de Mazatán, en el estado mexicano de Chiapas, en la región de Soconusco. Este sitio fue ocupado y edificado durante la época del Formativo Temprano por la cultura mokaya, desde alrededor del 1800 a. C. al 1000 a. C., y cubre aproximadamente 50 hectáreas.
Paso de la Amada es uno de los primeros grandes centros cívico-ceremoniales de Mesoamérica marcando el final del periodo arcaico y el inicio del periodo preclásico mesoamericano con el establecimiento de una sociedad sedentaria y jerarquizada como la que habitó en el sitio, sus habitantes desarrollaron la forma más temprana de un cacicazgo conocido en Mesoamérica. En el sitio se ha encontrado una gran cantidad de cerámica de alta calidad datadas en el 1800 a.C, una fecha muy remota en la cronología mesoamericana que indicaría que sus habitantes ya habían desarrollado técnicas considerablemente complejas para su época en cuanto a la realización cerámica, dentro de estas se encuentra una vasija de cerámica que contiene la prueba más antigua conocida de la preparación del cacao en Mesoamérica, la cual fue datada en el 1900 a.C.
Paso de la Amada es particularmente notable por ser la sede más antigua del juego de pelota mesoamericano, con una cancha datada en el año 1650 a.C., siendo la cultura de Paso de la Amada considerada como los pioneros del juego de pelota que se extendió a lo largo de Mesoamérica.

## Descubrimiento y excavación

Paso de la Amada

Este sitio fue descubierto en 1974 por Jorge Fausto Ceja Tenorio, quien más tarde lo excavó. John E. Clark y Blake Michael llevaron a cabo la investigación con la idea de que los montículos podrían dar una idea de principios de la estructura formativa y estratos sociales.
La excavación de un sitio cercano, San Carlos, también ayudó en la explicación de los resultados de muchas cuestiones de Paso de la Amada. No se cree que ha habido una relación estrecha entre los pueblos de estos dos sitios similares.

## Primeros juegos de pelota
En 1995, los arqueólogos descubrieron los vestigios arqueológicos de una estructura para el juego de pelota, que fue datada en 1400 a. C., midiendo aproximadamente 80 m (262 pies) de largo y 8 m (26,2 pies) de ancho, situado entre dos montículos paralelos con bancos, 2,5 m (8,2 pies) de profundidad y 30 cm (1 pie) de altura, corriendo a lo largo de los montículos.
El tribunal no se encuentra, como siempre, en un centro ceremonial, sino más bien asociado con residencias de alto estatus, lo que sugiere que fue reservada para los miembros de la élite de la sociedad.

## Montículo 6
La mayor de las estructuras en el Paso de la Amada es el Montículo 6. El Montículo 6 mostró la primera evidencia de la evolución de la estructura social. Seis distintos niveles de la estructura se encontraron.
Montículo 6 comenzó como una gran estructura en tierra firme, lo que se conoce como estructura 6. Esta estructura fue probablemente utilizado como un espacio común o de la casa de los hombres.
Sin embargo, a nivel del suelo, la estructura de cinco años era más compleja, con más puestos de interior y sala de estar.
Mientras que se desarrolló en la estructura de cuatro a la plataforma desarrollada. Aunque no es significativamente grande, sostuvo estructura de cuatro por encima de todos los demás edificios en Paso de la Amada. Estructura de cuatro postes interiores consistía en muchos hogares, el espacio de estar, y suelos de arcilla.
Con el tiempo siguió, estructura de tres fue construido a un nivel superior, mientras que la residencia real se hizo más pequeño.
Más tarde, la estructura de dos se convirtieron en un proyecto comunitario que se han tomado muchas personas durante varios días en completarse. Evans estima que la estructura de dos se han tomado relativamente 25 días para 20 personas para construir.

### Importancia
Montículo 6 proporciona una forma de evidencia de este cambio de simples asentamientos agrícolas a las sociedades sociales más complejas. Espacios cerrados Inicialmente fueron creados como lugares comunes o áreas de reunión para muchas personas. La idea de una "casa de los hombres" o un lugar donde los hombres de la aldea podía conocer y conversar era común. Montículo 6 comenzó como una casa de reunión social pública, sin embargo el paso del tiempo se convirtió en más pequeño, lo que permite un menor número de personas se congregan en el interior de sus muros. La plataforma también creció, lo que demuestra que un gran grupo de personas que han sido reclutados para construirlo. Si un grupo grande se unieron para construir una plataforma y una estructura para un grupo pequeño de personas, debe haber habido un grupo de líderes o de un gobernante persona que realice la construcción. La razón Montículo 6 es un descubrimiento tan significativo y relevante es el hecho de que no poseemos muchas maneras de encontrar información sobre la estructura política de estas sociedades primitivas. Montículo 6 proporciona evidencia de que una fuerza de trabajo estaba a la mano y que alguien tenía que haber ordenado la construcción de esta estructura. El tamaño del edificio en la parte superior del montículo también muestra cómo el poder se hizo más concentrada y centralizada en el tiempo. El órgano de gobierno se hicieron más pequeños, las estructuras de tres y dos presentan esta noción. El montículo podría haber sido construida como una muestra de poder y prestigio, para fines prácticos, o ambas cosas. Sin embargo, en la búsqueda de la existencia del poder político de las personas que gobiernan, el Montículo 6 en Paso de la Amada ofrece pruebas y permite la discusión y la especulación.

## La influencia olmeca
Según el arqueólogo Richard Diehl, comerciantes olmecas aparecieron por primera vez en el área de Paso de la Amada alrededor del 1150 a. C. o antes, y sus visitas llevaron a la "olmequización" de  la totalidad de la estructura social jerarquizada; posteriormente el surgimiento de Cantón Corralito eclipsó a Paso de la Amada como un centro regional.